# Kontrollratsgesetz Nr. 2
Het Kontrollratsgesetz Nr. 2 werd op 10 oktober 1945 door de Geallieerde Controleraad ingesteld. Hiermee werd de Nationaalsocialistische Duitse Arbeiderspartij met al haar sub-organisaties onwettig verklaard en afgeschaft. De nieuwvorming van een deze organisaties, hetzij onder dezelfde of een andere naam, werd verboden.
Gelijktijdig werd het gezamenlijke eigendom van de opgeheven organisaties waaronder vastgoed, inboedel, fondsen, rekeningen, archieven en dossiers in beslag genomen.

## Opgeheven organisaties
De wet bevat een lijst van 62 organisaties die ontbonden moesten worden, deze waren:
1. Nationaalsocialistische Duitse Arbeiderspartij
2. Partijkanselarij
3. Kanzlei des Führers der NSDAP
4. NSDAP/AO
5. Verein für Deutsche Kulturbeziehungen im Ausland
6. Hauptamt Volksdeutsche Mittelstelle
7. Parteiamtliche Prüfungskommission zum Schutze des nationalsozialistischen Schrifttums
8. Reichsorganisationsleiter der NSDAP
9. Reichsschatzmeister der NSDAP
10. „Amt Rosenberg“
11. Reichspropagandaleitung der NSDAP
12. Reichsleiter für die Presse en Zentralverlag der NSDAP (Eher Verlag)
13. Reichspressechef der NSDAP
14. Reichsamt für Agrarpolitik
15. Hauptamt für Volksgesundheit
16. Hauptamt für Erzieher
17. Hauptamt für Kommunalpolitik
18. Hauptamt für Beamte
19. Beauftragter der NSDAP für alle Volkstumsfragen
20. Rassenpolitisches Amt der NSDAP
21. Reichsstelle für Sippenforschung
22. Kolonialpolitisches Amt der NSDAP
23. Außenpolitisches Amt der NSDAP
24. Reichstagsfraktion der NSDAP
25. Reichsfrauenführung
26. NSD-Ärztebund
27. Hauptamt für Technik
28. NS-Bund Deutscher Techniker
29. NS-Lehrerbund
30. Reichsbund der Deutschen Beamten
31. Reichskolonialbund
32. NS-Frauenschaft
33. NS-Reichsbund Deutscher Schwestern
34. Deutsches Frauenwerk
35. Reichsstudentenführung
36. NSD-Studentenbund
37. Deutsche Studentenschaft
38. NS-Dozentenbund
39. NS-Rechtswahrerbund
40. NS-Altherrenbund der Deutschen Studenten
41. Reichsbund Deutsche Familie
42. Deutsche Arbeitsfront
43. NS-Reichsbund für Leibesübungen
44. NS-Reichskriegerbund (Kyffhäuserbund)
45. Reichskulturkammer
46. Deutscher Gemeindetag
47. Geheime Staatspolizei
48. Deutsche Jägerschaft
49. Sachverständigenbeirat für Bevölkerungs- und Rassenpolitik
50. Reichsausschuß zum Schutze des Deutschen Blutes
51. Winterhilfswerk
52. Hauptamt für Kriegsopfer
53. NSKOV (NS-Kriegsopferversorgung)
54. SA (Sturmabteilungen), met inbegrip van de SA-Wehrmannschaften
55. SS (Schutzstaffeln), met inbegrip van de Waffen-SS, SD (SS-Sicherheitsdienstes) en alle andere instanties, die gezag over de politie en de SS uitoefende
56. NSKK (NS-Kraftfahrerkorps)
57. NSFK (NS-Fliegerkorps)
58. HJ (Hitler-Jugend) en hun sub-organisaties
59. RAD (Reichsarbeitsdienst)
60. OT (Organisation Todt)
61. TENO (Technische Nothilfe)
62. Nationalsozialistische Volkswohlfahrt
63. Reichsgruppe der öffentlich bestellten Vermessungsingenieure

## Verdeling van de in beslag genomen eigendommen
De verdeling van de in beslag genomen eigendommen bleef een regeling in een controleraad richtlijn voorbehouden (art. II van de wet nr. 2).
De controleraad richtlijn nr. 50 van 29 april 1947 regelde de bepalingen over de activa van de betreffende organisaties.
De activa die als oorlogspotentieel van de vernietiging ten grondslag lag, werd vernietigd. De activa die voor herstelbetalingen bestemd waren, en activa die voor de bezettingsdoeleinde bestemd waren, werden hiervoor gebruikt.
Bovendien moeten activa aan de betrokken regering worden teruggegeven, zoals die welke onderhevig zijn aan de bepaling van de term compenseren door de geallieerde controlerende instantie, en de activa van de slachtoffers van de nationaalsocialistische vervolging. De Militärregierungsgesetz Nr. 59 regelde bovendien de "terugbetaling van vast te stellen activa aan slachtoffers van de nationaalsocialistische repressie" in de Amerikaanse bezettingszone (1947) en de Britse bezettingszone (1949).
Activa die in de ontbonden organisaties van vakbonden, coöperaties, politieke partijen of andere democratische organisaties hadden toegeëigend, moesten aan hen worden teruggegeven. 
Activa die voorheen werden gebruikt voor hulp, liefdadigheid, religieuze of humanitaire doeleinden, worden gebruikt met behoud van hun oorspronkelijke doel.
Andere activa waren door de zonecommandant die namens de geallieerde controlerende instantie worden overgedragen aan de regering van het land of de provincie waar de activa zich bevonden.
Waardepapieren, contanten en geldvorderingen bleven voorlopig in beslag.
Persoonlijk vermogen van de Hauptschuldige of Belastete nationaalsocialisten werden op basis van de bepalingen in Kontrollratgesetzes Nr. 10, of andere conform Kontrollratsdirektive Nr. 38 uitgevaardigd

## Wetgeving na de bezetting
De wet nr. 2 werd voor de Bondsrepubliek Duitsland door de wet nr. 16 van de Geallieerde Hoge Commissie van 16 december 1949 buiten werking gezet. Voor de Duitse Democratische Republiek (DDR) besloot de ministerraad van de USSR van 20 september 1955.
De directief nr. 50 werd voor de Bondsrepubliek Duitsland grotendeels ineffectief met het Gesetz zur Regelung der Verbindlichkeiten nationalsozialistischer Einrichtungen und der Rechtsverhältnisse an deren Vermögen (NSVerbG) van 17 maart 1965.
De voorlopige Oostenrijkse staatsregering vaardigde op 8 mei 1945 de wet van het verbod van de NSDAP uit, deze is hedendaags nog steeds van kracht.